# 12702 Panamarenko
12702 Panamarenko eller 1990 SR6 är en asteroid i huvudbältet som upptäcktes den 22 september 1990 av den belgiske astronomen Eric W. Elst vid La Silla-observatoriet. Den är uppkallad efter skulptören Henri Van Herwegen.
Asteroiden har en diameter på ungefär 4 kilometer.